# Лермонтовка
Ле́рмонтовка (рос. Лермонтовка) — село у складі Бікінського району Хабаровського краю, Росія. Адміністративний центр Лермонтовського сільського поселення.

## Населення
Населення — 3945 осіб (2010; 4614 у 2002).
Національний склад (станом на 2002 рік):
- росіяни — 88 %